# 康斯坦丁·巴哈列夫
康斯坦丁·米哈伊洛维奇·巴哈列夫（羅馬化：Konstantin Mikhailovich Bakharev；1972年10月20日—）是一位俄罗斯政治人物和前乌克兰政治人物和记者。他自2016年10月5日起担任俄罗斯国家杜马议员，并自2019年10月24日起担任国家杜马金融市场委员会副主席。他还是统一俄罗斯党总委员会主席团成员、该党南部联邦区地区间协调委员会主席。
巴哈列夫还于2014年至2016年担任克里米亚共和国国家议会第一副主席。他还于2010年至2011年担任克里米亚自治共和国最高拉达第一副主席。

## 制裁
巴哈列夫于2016年因俄乌战争而受到英国政府制裁。